# Tracy Cameron
Tracy Cameron (Shubenacadie, 1º febbraio 1975) è una canottiera canadese, vincitrice della medaglia di bronzo nel 2 di coppia pesi leggeri a Pechino 2008.

## Palmarès
- Olimpiadi

Pechino 2008: argento nel 2 di coppia pesi leggeri.
- Campionati del mondo di canottaggio

2005 - Kaizu: oro nel 4 di coppia pesi leggeri.
2010 - Cambridge: oro nel 4 di coppia pesi leggeri.